# NCube

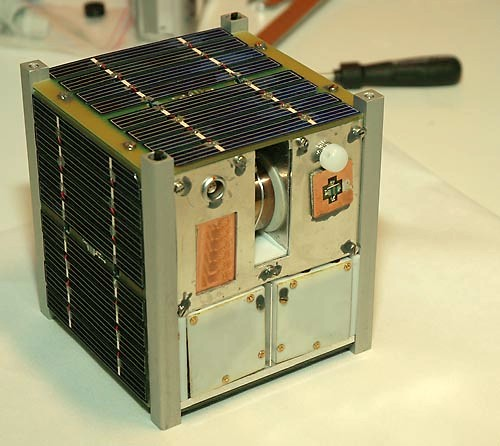
nCube-2

nCube waren zwei Satelliten norwegischer Studenten. Wegen Problemen beim Einschwenken auf die Umlaufbahn und einem Fehlstart konnte keiner der beiden Satelliten seine Arbeit aufnehmen. Der erste (nCube-2) wurde am 27. Oktober 2005 mit einer russischen Kosmos-3M-Rakete gestartet (COSPAR-Bezeichnung 2005-043H), der zweite (nCube-1) ging am 26. Juli 2006 beim Fehlstart einer Dnepr-Rakete verloren. Beide wurden nach dem Cubesat-Standard für Kleinsatelliten gebaut und hatten die Form eines Würfels mit einer Kantenlänge von 10 Zentimetern.
Hauptziel des nCube-Projektes war die Förderung der Studenten und Hochschulen in dem Bereich der Raumfahrttechnik. Zu diesem Zweck sollten die Satelliten AIS-Signale von Schiffen und Rentieren empfangen und via Amateurfunk zur Erde senden. Die Satelliten waren auch mit Digipeatern für Funkamateure ausgerüstet.